# René Verzier
René Verzier (* 1934 in Casablanca; † 1. Januar 2024) war ein kanadisch-marokkanischer Kameramann.

## Leben
René Verzier wurde in Marokko geboren und verbrachte dort seine Jugend. Als Hoffotograf war er für den  marokkanischen Königspalast tätig. 1966 wanderte er nach Kanada aus und arbeitete als Kameramann zuerst bei Dokumentarfilmproduktionen, ab 1969 auch für Kinofilme. Wenige der Filme, bei denen er die Kamera führte, sind über durchschnittliche Bedeutung hinausgekommen, jedoch wurde in manchen Fällen wie bei Asphalt Kid gerade sein Beitrag von der Kritik gewürdigt („[…] Actionfilm, der durch … die stimmungsvolle Fotografie einen gewissen Reiz gewinnt“). In seinen letzten Berufsjahren arbeitete Verzier auch verstärkt für das Fernsehen.

## Filmografie (Auswahl)
- 1969: Wild auf junge Knospen (L’initiation)
- 1970: … bitte, bitte eine Frau (Les mâles)
- 1972: Tod eines Holzfällers (La mort d’un bûcheron)
- 1974: Der Rücksichtslose (Par le sang des autres)
- 1975: Einsame Gegner (Two Solitudes)
- 1976: Das Mädchen am Ende der Straße (The Little Girl Who Lives Down the Land)
- 1976: Rabid – Der brüllende Tod (Rabid)
- 1977: Rituals
- 1978: Stadt in Flammen (City on Fire)
- 1978: Trucker (High Ballin’)
- 1979: Stadt in Flammen (City on Fire)
- 1979: Der Letzte der Indianer (Fish Hawk)
- 1979: Killer aus dem Dunkel (Double negative)
- 1980: Hog Wild
- 1980: Death Ship
- 1981: Covergirl
- 1981: Das Horror-Hospital (Visiting hours)
- 1982: Night Eyes (Deadly Eyes)
- 1983: Gehetzt (Cross Country)
- 1983: Joy – 1 1/2 Stunden wilder Lust (Joy)
- 1983: Unheimliche Begegnung (Of Unknown Origin)
- 1984: Die Jagd nach dem großen Diamanten (Breaking all the Rules)
- 1985: Micro-Chip-Man (The Vindicator)
- 1986: Asphalt Kid (Wild Thing)
- 1987: Das Versprechen des Elmer Jackson (After the Promise)
- 1989: Eddie lebt (Eddie and the Cruiser II: Eddie lives!)
- 1989: Stunden der Angst (The Penthouse)
- 2000: Im Labyrinth der Angst (Frozen with Fear)